# Ojos de Brujo
Ojos de Brujo — группа из девяти человек из Барселоны, описывающая свой стиль как «jipjop flamenkillo» (хип-хоп с небольшим количеством фламенко). Группа продала более 100 000 копий своего альбома Barí, спродюсированного самостоятельно, и получила несколько наград, среди которых победа в BBC Radio 3 Awards for World Music (категория «Европа») в 2004 году, а также номинация в 2003, 2005, 2007 и 2008 годах.
Их успех также примечателен тем, что был достигнут без помощи лейбла. Они создали свой собственный лейбл La Fábrica de Colores, чтобы получить полную творческую свободу для Barí, вдали от давления, которое они ощущали со стороны своей звукозаписывающей компании Edel Records во время своего дебюта Vengue.

## Дискография
- Vengue, 1999
- Rumba Dub Style (EP), 2001
- Barí, 2002
- Barí: Remezclas de la Casa, 2003
- Festimad 2003, 2003
- Techarí, 2006
- Techarí Live, 2007 (CD/DVD)
- Techarí Remixes, 2007
- Aocaná, 2009
- Corriente vital 10 años, 2010